# Kappeln
Kappeln (duń. Kappel) – miasto w Niemczech w kraju związkowym Szlezwik-Holsztyn, w powiecie Schleswig-Flensburg, siedziba urzędu Kappeln-Land. Miasto leży nad brzegiem wąskiej fiordowej zatoki Schlei, powstało jako osada rybacka. Do czerwca 2006 roku stanowiło garnizon niemieckiej Marynarki Wojennej mieszczący się w dzielnicy Olpenitz. Miasto pełni funkcję lokalnego centrum dla południowego obszaru krainy Angeln jak również dla północnej części półwyspu Schwansen. Niewielka infrastruktura portowa miasta spełnia wszelkie wymagania stawiane ośrodkom morskich sportów wodnych.

## Współpraca
Miastami partnerskimi Kappeln są:
- Faaborg, Dania od 1984 r.
- Ustka, Polska od 1991 r.